# Месиње (Долина Аосте)
Месиње је насеље у Италији у округу Долина Аосте, региону Долина Аосте.
Према процени из 2011. у насељу је живело 141 становника. Насеље се налази на надморској висини од 645 м.